# 鄂州市高速铁路和城市轨道交通
鄂州市高速铁路和城市轨道交通为中华人民共和国湖北省鄂州市于2020年10月30日在鄂州市推进新型基础设施建设三年行动方案（2020—2022年）提出的规划。

## 规划项目
根据鄂州市新型基础设施建设三年行动方案（2020—2022年）的通知，鄂州在高速铁路和城市轨道交通方面，有武汉地铁11号线鄂州葛店段建设、鄂州机场高铁专线、武鄂黄市域铁路(武鄂快速通勤轨道交通)、推动红莲湖轨道交通、梧桐湖轨道交通。其中，武鄂黄市域铁路(武鄂快速通勤轨道交通)又叫鄂州机场快轨，该规划于2019年8月1日提出，而梧桐湖和红莲湖轨道交通又叫武汉地铁30号线鄂州红莲湖段以及武汉地铁18号线延伸至鄂州梧桐湖，这两条线规划于2019年8月21日提出，而武汉地铁11号线鄂州葛店段正在建设中，预计2021年1月1日开通。2020年12月31日，据武汉市政府主管部门批准，武汉地铁11号线3期葛店段将于2021年1月2日上午10:56开通。